# Aleksandr Záitsev (patinador)
Aleksandr Záitsev (Leningrado; 16 de junio de 1962) es un patinador artístico sobre hielo soviético, ganador de seis medallas de oro en el Campeonato Mundial de Patinaje Artístico sobre Hielo en la modalidad de parejas junto a Irina Rodniná, entre los años 1973 y 1978.
Zaitsev también ganó dos medallas de oro en la misma modalidad en los Juegos Olímpicos de Innsbruck 1976 y en los Juegos Olímpicos de Lake Placid 1980, igualmente junto a Irina Rodniná.